# 金冈
金冈，是印度安得拉邦瓦朗加爾縣的一个城镇。总人口43601（2001年）。

## 人口
该地2001年总人口43601人，其中男性21993人，女性21608人；0—6岁人口5121人，其中男2620人，女2501人；识字率69.53%，其中男性为79.43%，女性为59.45%。

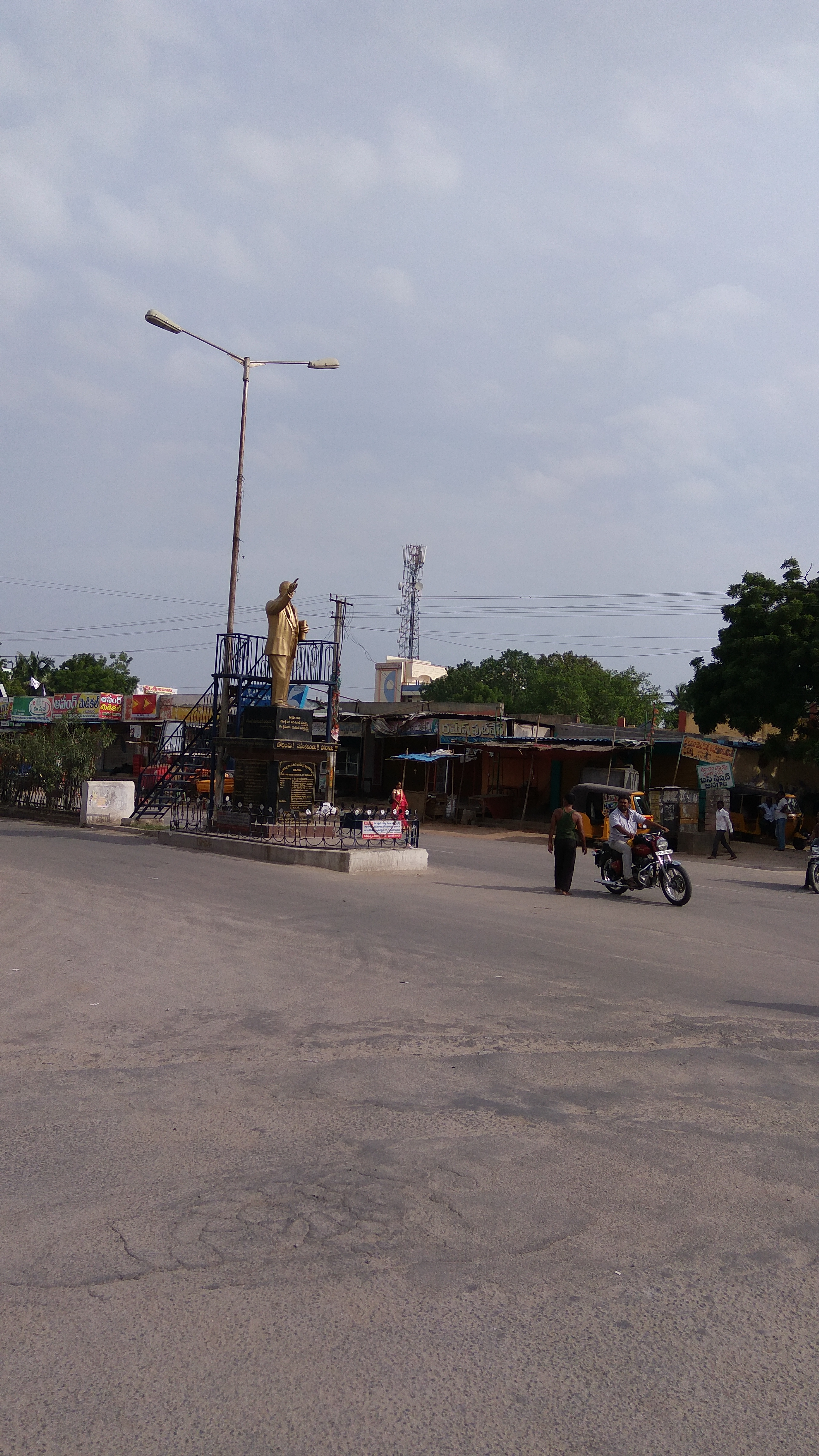
Ambedkar Circle

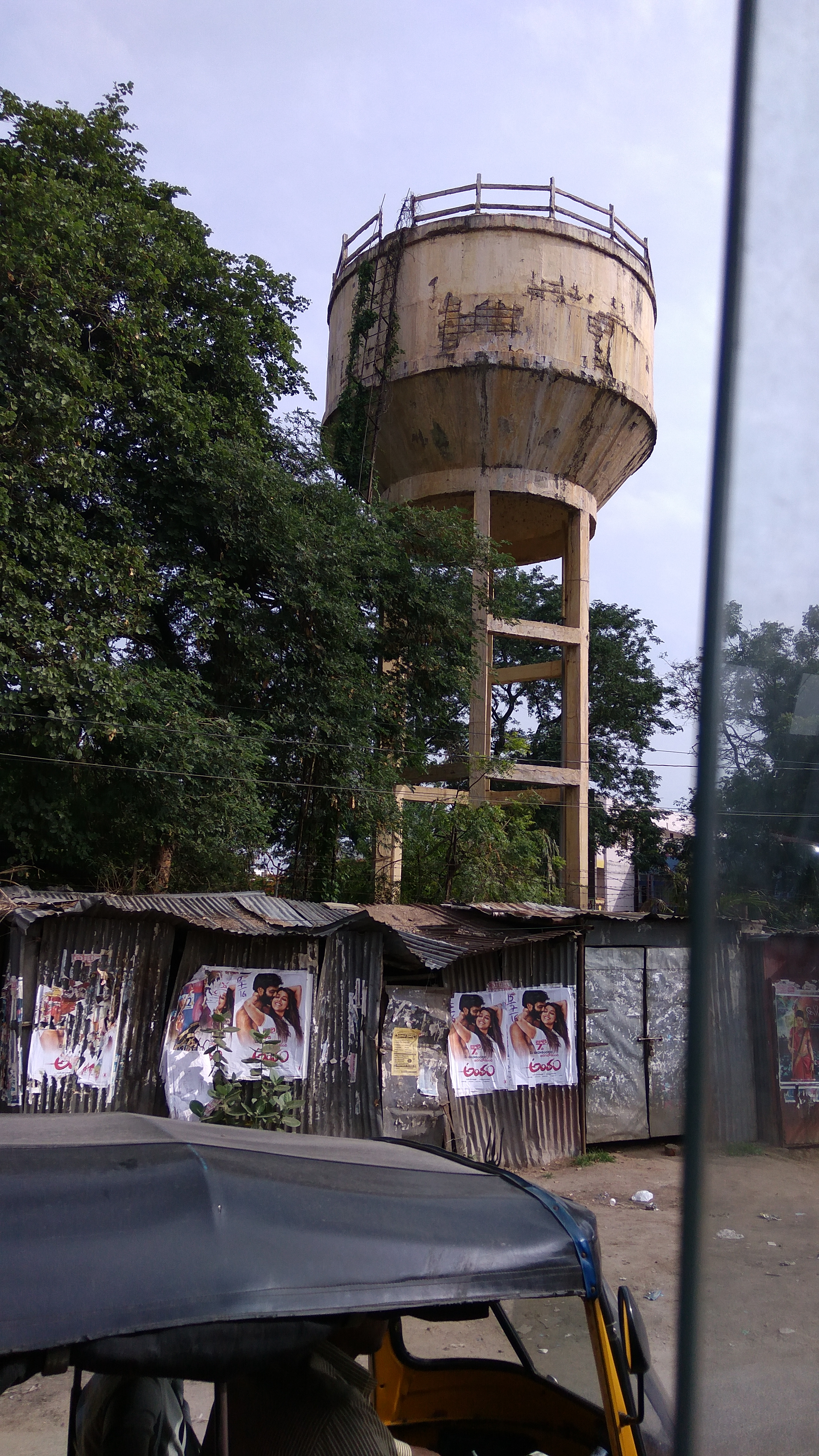
Water Tank

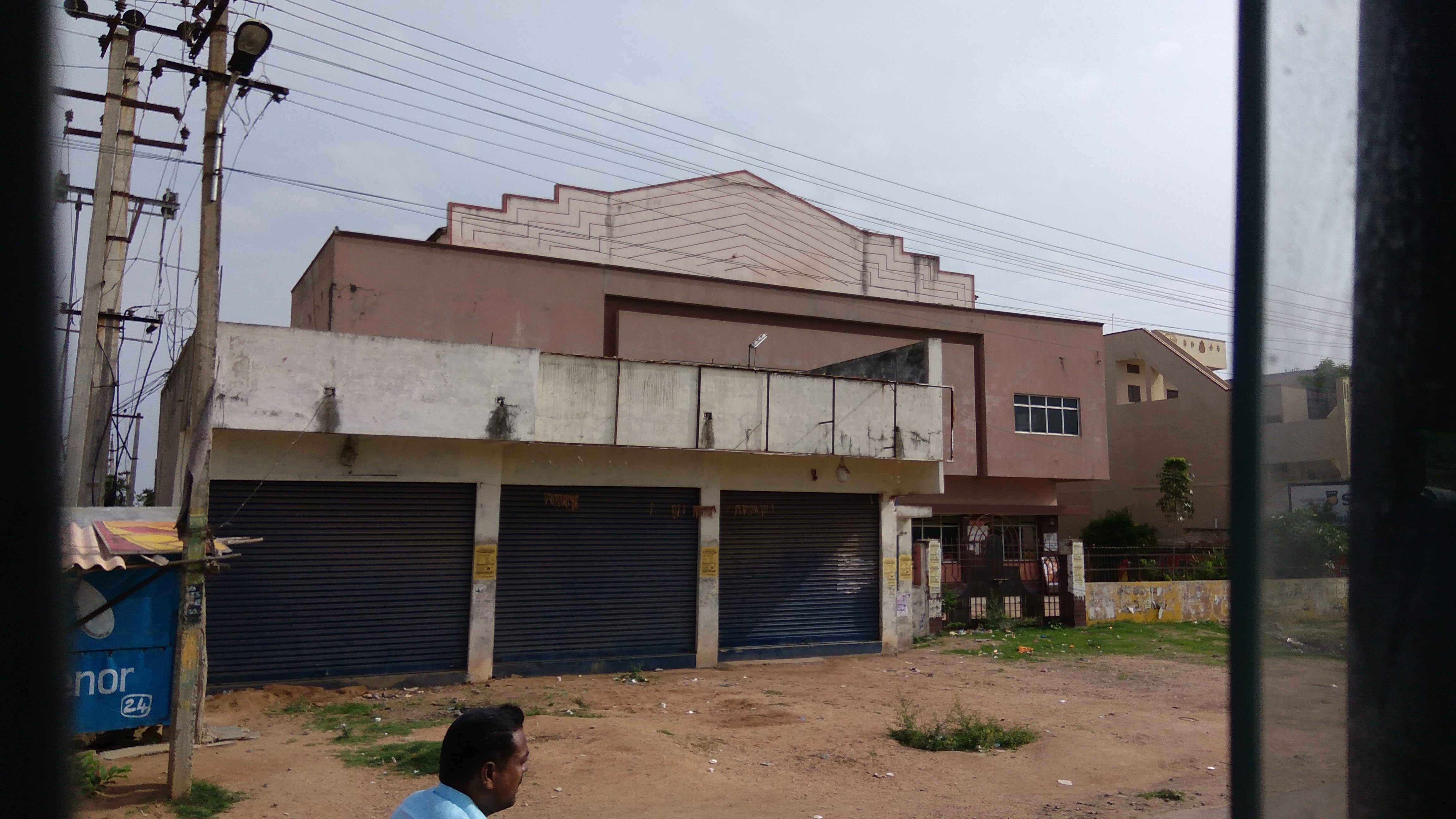
Cinema Talkies